# Flugunfall der Aeroflot bei Saratow 1941
Der Flugunfall der Lissunow Li-2 CCCP-L3989 der Aeroflot ereignete sich am 29. November 1941, als eine Lissunow Li-2 der Aeroflot unmittelbar nach dem Start zu einem Testflug verunfallte. Von den vier Insassen starb eine Person.

## Maschine und Insassen
Das Flugzeug war eine 1941 gebaute Lissunow PS-84. Bei diesem Flugzeugtyp, der später die Bezeichnung Lissunow Li-2 trug, handelte es sich um einen sowjetischen Lizenznachbau der Douglas DC-3. Die Maschine wurde fabrikneu an die Aeroflot ausgeliefert, trug das Luftfahrzeugkennzeichen CCCP-L3989 und die Werknummer 1842108. Sie wurde von zwei luftgekühlten 9-Zylinder-Sternmotoren vom Typ M-62IR angetrieben.
An Bord der Maschine befand sich lediglich eine vierköpfige Besatzung.

## Unfallhergang
Die betroffene Maschine war in der Nacht vom 7. auf den 8. November 1941 einem schweren Sturm am Flughafen Saratow ausgesetzt, infolge dessen das Leitwerk und die Querruder beschädigt wurden. Die Maschine wurde daraufhin zwischen dem 8. und dem 28. November aufwändig vor Ort instand gesetzt.
Am 29. November sollte ein Testflug mit der fertig instandgesetzten Maschine unternommen werden. Hierfür nahmen vier Besatzungsmitglieder in der Maschine Platz. Im Anfangssteigflug lenkte der Kapitän die Maschine nach links, die auf diesen Steuerbefehl hin jedoch nach rechts rollte und zu Boden stürzte. Bei dem Unfall starb ein Besatzungsmitglied, die übrigen drei überlebten mit Verletzungen.

## Ursache
Es stellte sich heraus, dass bei der Wartung die Steuerseile für die Querruder vertauscht wurden. Dies hatte zur Folge, dass die Maschine auf den linkswärtigen Steuerbefehl in die entgegengesetzte Richtung, also nach rechts, steuerte. Als beitragender Faktor wurde die schlechte Überwachung der Wartungsarbeiten angegeben.